# Szczepan Rybacki
Szczepan Rybacki (ur. 2 sierpnia 1887 w Warszawie, zm. 1941 w ZSRR) – działacz SDKPiL i KPP, publicysta, 1916-1918 członek Zarządu Głównego SDKPiL, 1918-1923 członek Komitetu Centralnego KPP.
Był robotnikiem budowlanym w Warszawie. W 1906 wstąpił do SDKPiL. W 1908 został zesłany na Syberię, skąd zbiegł w 1912. 1915-1918 sekretarz Związków Zawodowych Robotników Przemysłu Mącznego, 1915-1919 członek Rady Związków Zawodowych w Warszawie. W 1916 redagował organ Zarządu SDKPiL „Nasza Sprawa”. 1916-1917 więziony przez Niemców. Pod koniec 1918 współorganizował w Zagłębiu Dąbrowskim Radę Delegatów Robotniczych. 1919-1923 przewodniczący Zarządu Głównego Związku Zawodowego Robotników i Robotnic Przemysłu Budowlanego. 1919-1920 wiceprzewodniczący Komisji Centralnej Związków Zawodowych. W 1922 wiceprzewodniczący Centralnego Komitetu Wyborczego Związku Proletariatu Miast i Wsi i redaktor jego organu „Proletariat”. Od 1925 w ZSRR, gdzie m.in. redagował kijowską gazetę polskojęzyczną „Sierp”. W 1935 był redaktorem polskiego wydania pism Lenina. W sierpniu 1937 aresztowany i skazany, zmarł w więzieniu. W 1956 pośmiertnie zrehabilitowany.